# 1246 год
1246 (ты́сяча две́сти со́рок шесто́й) год  по юлианскому календарю — невисокосный год, начинающийся в понедельник. Это 1246 год нашей эры, 6‑й год 5‑го десятилетия XIII века 2‑го тысячелетия, 7‑й год 1240‑х годов. Он закончился 779 лет назад.
| Пн | Вт | Ср | Чт | Пт | Сб | Вс |
| 1  | 2  | 3  | 4  | 5  | 6  | 7  |
| 8  | 9  | 10 | 11 | 12 | 13 | 14 |
| 15 | 16 | 17 | 18 | 19 | 20 | 21 |
| 22 | 23 | 24 | 25 | 26 | 27 | 28 |
| 29 | 30 | 31 |    |    |    |    |

| Пн | Вт | Ср | Чт | Пт | Сб | Вс |
|    |    |    | 1  | 2  | 3  | 4  |
| 5  | 6  | 7  | 8  | 9  | 10 | 11 |
| 12 | 13 | 14 | 15 | 16 | 17 | 18 |
| 19 | 20 | 21 | 22 | 23 | 24 | 25 |
| 26 | 27 | 28 |    |    |    |    |

| Пн | Вт | Ср | Чт | Пт | Сб | Вс |
|    |    |    | 1  | 2  | 3  | 4  |
| 5  | 6  | 7  | 8  | 9  | 10 | 11 |
| 12 | 13 | 14 | 15 | 16 | 17 | 18 |
| 19 | 20 | 21 | 22 | 23 | 24 | 25 |
| 26 | 27 | 28 | 29 | 30 | 31 |    |

| Пн | Вт | Ср | Чт | Пт | Сб | Вс |
|    |    |    |    |    |    | 1  |
| 2  | 3  | 4  | 5  | 6  | 7  | 8  |
| 9  | 10 | 11 | 12 | 13 | 14 | 15 |
| 16 | 17 | 18 | 19 | 20 | 21 | 22 |
| 23 | 24 | 25 | 26 | 27 | 28 | 29 |
| 30 |    |    |    |    |    |    |

| Пн | Вт | Ср | Чт | Пт | Сб | Вс |
|    | 1  | 2  | 3  | 4  | 5  | 6  |
| 7  | 8  | 9  | 10 | 11 | 12 | 13 |
| 14 | 15 | 16 | 17 | 18 | 19 | 20 |
| 21 | 22 | 23 | 24 | 25 | 26 | 27 |
| 28 | 29 | 30 | 31 |    |    |    |

| Пн | Вт | Ср | Чт | Пт | Сб | Вс |
|    |    |    |    | 1  | 2  | 3  |
| 4  | 5  | 6  | 7  | 8  | 9  | 10 |
| 11 | 12 | 13 | 14 | 15 | 16 | 17 |
| 18 | 19 | 20 | 21 | 22 | 23 | 24 |
| 25 | 26 | 27 | 28 | 29 | 30 |    |

| Пн | Вт | Ср | Чт | Пт | Сб | Вс |
|    |    |    |    |    |    | 1  |
| 2  | 3  | 4  | 5  | 6  | 7  | 8  |
| 9  | 10 | 11 | 12 | 13 | 14 | 15 |
| 16 | 17 | 18 | 19 | 20 | 21 | 22 |
| 23 | 24 | 25 | 26 | 27 | 28 | 29 |
| 30 | 31 |    |    |    |    |    |

| Пн | Вт | Ср | Чт | Пт | Сб | Вс |
|    |    | 1  | 2  | 3  | 4  | 5  |
| 6  | 7  | 8  | 9  | 10 | 11 | 12 |
| 13 | 14 | 15 | 16 | 17 | 18 | 19 |
| 20 | 21 | 22 | 23 | 24 | 25 | 26 |
| 27 | 28 | 29 | 30 | 31 |    |    |

| Пн | Вт | Ср | Чт | Пт | Сб | Вс |
|    |    |    |    |    | 1  | 2  |
| 3  | 4  | 5  | 6  | 7  | 8  | 9  |
| 10 | 11 | 12 | 13 | 14 | 15 | 16 |
| 17 | 18 | 19 | 20 | 21 | 22 | 23 |
| 24 | 25 | 26 | 27 | 28 | 29 | 30 |

| Пн | Вт | Ср | Чт | Пт | Сб | Вс |
| 1  | 2  | 3  | 4  | 5  | 6  | 7  |
| 8  | 9  | 10 | 11 | 12 | 13 | 14 |
| 15 | 16 | 17 | 18 | 19 | 20 | 21 |
| 22 | 23 | 24 | 25 | 26 | 27 | 28 |
| 29 | 30 | 31 |    |    |    |    |

| Пн | Вт | Ср | Чт | Пт | Сб | Вс |
|    |    |    | 1  | 2  | 3  | 4  |
| 5  | 6  | 7  | 8  | 9  | 10 | 11 |
| 12 | 13 | 14 | 15 | 16 | 17 | 18 |
| 19 | 20 | 21 | 22 | 23 | 24 | 25 |
| 26 | 27 | 28 | 29 | 30 |    |    |

| Пн | Вт | Ср | Чт | Пт | Сб | Вс |
|    |    |    |    |    | 1  | 2  |
| 3  | 4  | 5  | 6  | 7  | 8  | 9  |
| 10 | 11 | 12 | 13 | 14 | 15 | 16 |
| 17 | 18 | 19 | 20 | 21 | 22 | 23 |
| 24 | 25 | 26 | 27 | 28 | 29 | 30 |
| 31 |    |    |    |    |    |    |

## События

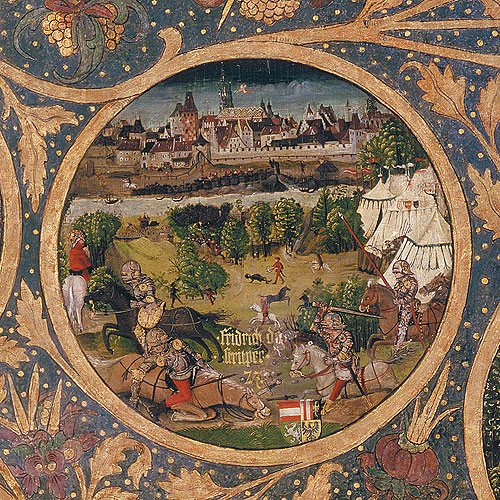
Битва на реке Лейте

- 1240—1250 — Второй шведский крестовый поход в Финляндию[1].
- 1245—1246 — осада Хаэна силами Королевства Кастилия и Ордена Сантьяго под командованием короля Фердинанда III Кастильского и великого магистра Ордена Сантьяго Пелайо Переса Корреа против объединённых обороняющихся сил местной тайфы Хаэна (جيان) и Гранадского эмирата при Мухаммеде I[2].
- 15 июня — Битва на реке Лейте между венграми и австрийцами. Гибель герцога Фридриха II Воителя[3].
- Конец прямой линии династии Бабенбергов. За австрийский престол началась борьба между правителями Чехии, Венгрии и Баварии.
- В Германии на Рейне избрали нового короля, Генриха Распе, альтернативного Конраду IV, сыну императора Фридриха II. В августе Распе нанёс поражение Конраду IV вблизи Франкфурта.
- Карл I Анжуйский, брат французского короля Людовика IX, женился на Беатрис Прованской и стал графом Прованса.
- Армия никейского басилевса Иоанна Дуки под стенами Фессалоник. Заговорщики открывают никейцам ворота, деспот Димитрий захвачен и отправлен в малоазиатскую крепость. Конец Фессалоникской империи.
- После двух неудачных осад в 1225 и 1230 годах кастильцам удалось захватить город Хаэн.
- Ливонская рифмованная хроника именует Миндовга "высшим королём" в ВКЛ[4].

### Золотая Орда
Правление: Туркен-хатун (старшая жена Угедея) и Гаюк
- 4 февраля — миссия Плано Карпини продолжает путь из Киева на восток.
- 23 февраля — первая встреча Плано Карпини с «Татарами».
- 4 апреля — Плано Карпини и его спутники достигают ставки Бату в Сарай-Бату.
- 22 июля — миссия Плано Карпини достигает ставки Хана Гуюка -Каракорума.
- Плано Карпини вручает хану Гуюку послание римского папы.
- Монгольское вторжение в Индию. Захвачены Мултан и Уч в Пенджабе[5].
- Август — в Каракоруме собралось множество правителей подвластных монголам земель: иконийский султан Килидж-Арслан IV, грузинский царь Давид V Улу, Симбат, брат царя Малой Армении Хетума I, русские князья и др[6].
- Осень — вследствие отсутствия Батыя, как старшего из всех родичей Курултай не собирался в течение трёх лет. Курултай созванный близ Каракорума, путём компромиссных сделок между враждебными группировками, избирает великим ханом (каганом) Монгольской империи Гуюка, сына Угэдэя. Провозглашение нового хана происходило без участия Батыя[7].
- Осень — Батый по-прежнему остаётся враждебным Гаюку, несмотря на то, что на курултае присутствуют его братья: Орда, Шайбан, Берке, Берккечар, Тангат и Тукай-Тимур представляя приемников Джучи[7].

## Русь
Правление: 1238—1246 — Ярослав Всеволодович и 1246—1248 — Святослав Всеволодович (с октября)

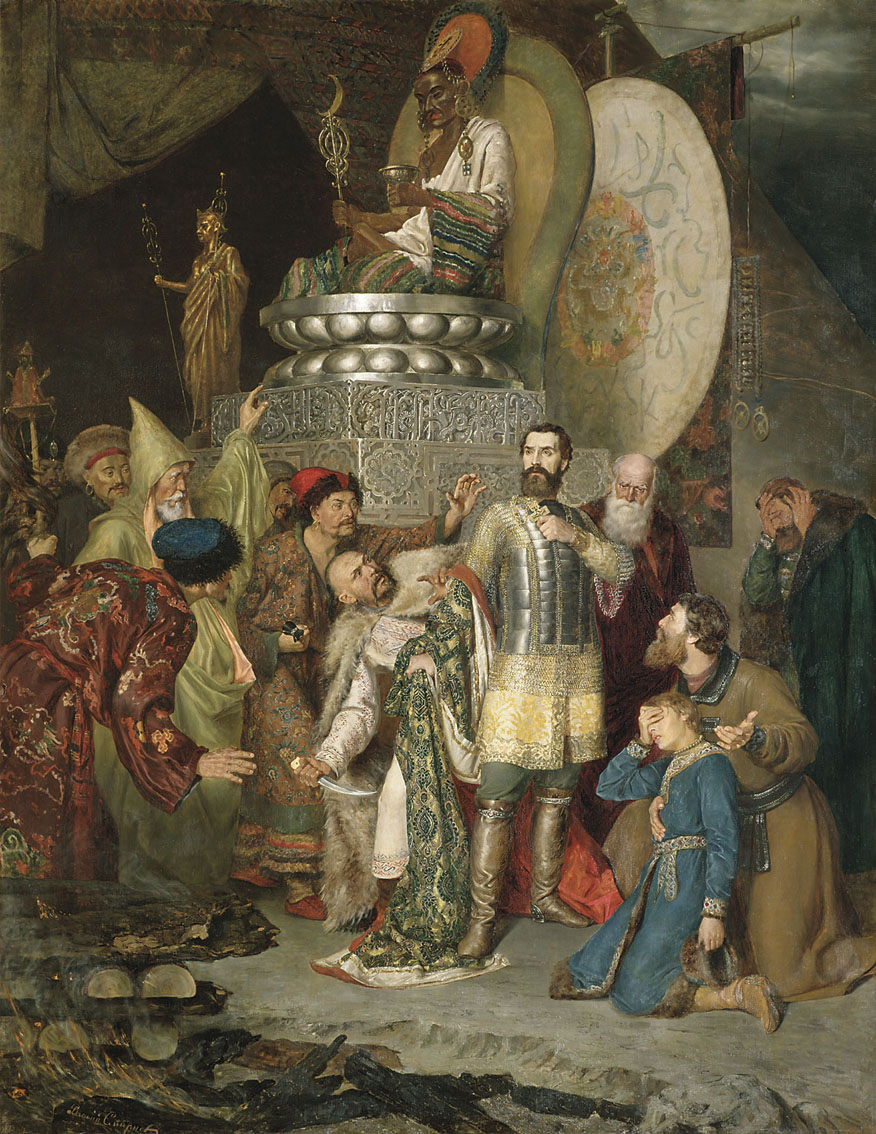
Князь Михаил Черниговский перед ставкой Батыя (Смирнов В. С., 1883).

### Правление Ярослава Всеволодовича
- Зима 1245/1246 — Даниил Галицкий после 25-дневного пребывания в Золотой Орде, признав верховенство хана, уезжает на Русь, получив от хана свою же землю[8].
- Даниил Романович, который находился в Золотой Орде по вызову хана Батыя с 1245 года, установил контакты с папой Римским Иннокентием IV, однако попытки папы организовать анти-татарский крестовый поход с участием русских князей и европейских монархов провалились. Условием анти-татарского крестового похода было подчиниться римскому папе и католической церкви (соглашение расторгнуто не позднее 1256 года)[9].
- Даниил Галицкий добился постановление константинопольским патриархом Мануилом II на киевскую кафедру своего ставленника митрополита Кирилла III[8].
- 4 февраля — миссия Плано Карпини продолжает путь из Киева на восток.

#### Правление Святослава Всеволодовича
- 1246—1248 — Святослав Всеволодович стал великим владимирским князем[10].
- Начало сентября — Михаил Всеволодович направляется в ставку Батыя просить себе ярлык на княжение[11].
- В Сарае убит князь Черниговский Михаил Всеволодович, который отправился в ставку хана Батыя вместе с внуком – ростовским князем Борисом Васильковичем и боярином Фёдором. По официальной версии Михаил Всеволодович отказался пройти обряд очищения – прохождение через огонь, а затем поклониться изваянию Чингисхана. Казнён 23 сентября вместе с боярином Фёдором (вероятно, что поводом могло послужить и убийство Михаилом Всеволодовичем послов Мункэ, что по монгольским законам "Яса" каралось только смертью)[11][12].
- 30 сентября — Ярослав Всеволодович, отправившийся в 1245 году Большую Орду по вызову хана Батыя, а оттуда в Монголию в Каракорум отравлен матерью хана Гаюка — Туракина[13]
- Хан Батый вызвал к себе в Большую Орду Андрея Ярославича и Александра Ярославича, которые вернулись только в 1248 году получив: Андрей — владимирский стол, а Александр — Южную Русь[10]. По другой версии Александр Невский был вызван прибывшими к нему послами Туракины, чтобы получить землю отца, но почуяв неладное Александр Невский к хану не поехал и вопрос о наследстве отца решался на съезде русских князей во Владимире в 1247 году[13].
- Василий Ярославич, по смерти отца, получает в удел Кострому[14].
- Впервые в Ипатьевской летописи упоминается город Таруса (ряд исследователей относят описываемые события к 1245 году)[15].
- Образование Тверского княжества.

## Правители
См.также: Список глав государств в 1246 году
- Ахейское княжество — князь Гильом II де Виллардуэн (до 1278 года).
- Болгарское царство — царь Михаил I Асень (до 1256 года).
- Великое княжество Владимирское — великий князь Святослав III Всеволодович (до 1248 года).
- Делийский султанат — султан Насир уд-дин Махмуд (до 1266, под опекой малика Гийяс уд-Дина Балбана).
- Монгольская империя — Гуюк (1246—1248).
- Священная Римская империя — Генрих IV Распе (1246—1247), римский антикороль.

## Родились
См. также: Категория:Родившиеся в 1246 году

## Скончались
См. также: Категория:Умершие в 1246 году
- 15 июня — Фридрих II Воитель, герцог Австрии (с 1230 года).
- 30 сентября — Ярослав II Всеволодович, великий князь Владимирский (с 1238 года).
- 20 октября — Михаил Всеволодович, князь Черниговский (с 1223 года).
- 8 ноября — Беренгария, королева Кастилии.
- Коломан I Асень — царь Болгарии.
- Жоффруа II Виллардуэн — князь Ахейский.
- Изабелла Ангулемская — королёва Англии и графиня Ангулемская.
- Дорегене — регент Монгольской империи.